# Eupithecia minutata
Eupithecia minutata är en fjärilsart som beskrevs av Ignaz Schiffermüller 1775. Eupithecia minutata ingår i släktet Eupithecia och familjen mätare. Inga underarter finns listade i Catalogue of Life.